# ابراهیم‌آباد (قائنات)
ابراهیم آباد یا مهدی آباد روستایی در دهستان قائن بخش مرکزی شهرستان قائنات استان خراسان جنوبی ایران است. بر پایه سرشماری عمومی نفوس و مسکن در سال ۱۳۹۰ جمعیت این روستا ۶۱۵ نفر (در ۱۶۵ خانوار) بوده‌است.